# جاريت بيليني
جاريت بيليني (بالإنجليزية: Jarrett Bellini)‏ هو صحفي أمريكي، ولد في 3 أكتوبر 1978 في فينيكس في الولايات المتحدة.